# Monday Tuesday... Laissez-moi danser
Laissez-moi danser ist ein Popsong, komponiert von Toto Cutugno, getextet von Pierre Delanoë, der 1979 von der französischen Sängerin Dalida veröffentlicht ein Erfolg wurde.

## Hintergrund
Das Lied wurde ursprünglich 1979 von Toto Cutugno auf Italienisch als Voglio l’Anima interpretiert. Der Song verfehlte die Charts, fiel aber Dalidas Bruder auf, der auf der Suche nach tanzbaren Titeln für das neue Image seiner Schwester war. Der Text wurde dazu auf Französisch von Pierre Delanoë umgeschrieben, was den ursprünglichen Inhalt veränderte. Der Song im zeitgemäßen Disco-Stil wurde ein später Hit der Sängerin und ging auf Platz 2 in Frankreich. Es entstand auch eine englische und spanische Version.
2004 wurde der Titel von den Mitgliedern der französischen Version der Castingshow Fame Academy noch einmal neu aufgenommen und veröffentlicht, was Platz 1 in Frankreich bedeutete.